# Didier de La Cour
Didier de La Cour de La Vallée (Montzéville, Ducat de Lorena, desembre de 1550 - Verdun, 1623) fou un monjo benedictí, fundador de la Congregació de Saint-Vanne i Saint-Hydulphe en 1604. Ha estat proclamat venerable per l'Església catòlica.

## Biografia
Natural de Montzéville, nasqué en 1550 en el si d'una família noble de Lorena, empobrida i dedicada a la pagesia. Ingressà als divuit anys a l'abadia benedictina de Saint-Vanne de Verdun. Estudià a la universitat de Pont-à-Mousson, on conegué i feu amistat amb Servais de Lairuelz i Pierre Fourier.
En tornar a Verdun, animat del desig de reformar-hi la vida monàstica, malgrat l'oposició d'altres monjos, volgué aplicar al monestir la Regla de Sant Benet amb el seu rigor original. En 1604 fundà amb aquest objectiu la Congregació Benedictina de Saint-Vanne i Saint-Hydulphe, agrupant-hi les abadies que volien formar-ne part. En morir el fundador, la congregació tenia uns quaranta monestirs distribuïts en tres províncies i havia inspirat la reforma paral·lela de la Congregació de Sant Maur. La Cour morí en 1623 a l'abadia de Saint-Vanne de Verdun.